# Eugeni de Cartago
Eugeni de Cartago (llatí: Eugenius) (Cartago?, segona meitat del s. V - Vius, Tarn, 506) fou un religiós africà, bisbe de Cartago (481-506). És venerat com a sant per les esglésies catòlica i ortodoxa.

## Biografia
Huneric, el rei vàndal i arrià, va obstaculitzar la seva elevació a la seu de Cartago vers el 480, com a successor de Deogràcies, però finalment la va permetre a instància de Zenó i Placídia, emparentats amb ell. Per la seva austeritat, encert en el govern i espiritualitat, es va guanyar el respecte dels arrians. Arran d'un conflicte amb aquest grup, el rei el va destituir el febrer del 484 i el va desterrar al desert de Tripolitana, juntament amb altres 302 catòlics.
Fou cridat pel rei Guntamund, successor d'Huneric, cap al 485, però vuit anys més tard fou detingut i condemnat a mort pel nou rei Trasamund o Trasimund, que finalment va commutar la sentència per desterrament a Viena del Delfinat (Gàl·lia), on llavors vivia Alaric II, el rei visigot. Al Llenguadoc va fundar un monestir proper a la tomba de sant Amarant de Moissac, a Vius, prop d'Albi, on va viure fins a la seva mort el 13 de juliol del 505.

## Obres
Va escriure una Expositio fidei catholicae a demanda d'Huneric, on defensa la Bíblia i la divinitat de l'Esperit Sant. També va escriure obres de le que només se'n conserven fragments o citacions per d'altres: Apologeticus pro fide, Altercatio cum Arianis, i defenses dels catòlics davant del rei.